# Bruno Nicolè
Bruno Nicolè (Padova, 1940. február 24. – Pordenone, 2019. november 26.) válogatott olasz labdarúgó, csatár.

## Pályafutása

### Klubcsapatban
1956–57-ben a Padova, 1957 és 1967 között a Juventus labdarúgója volt. A Juvéval három bajnoki címet és két olaszkupa-győzelmet ért el. 1963–64-ben a Mantova, 1964–65-ban az AS Roma, 1965-ben a Sampdoria, 1965 és 1967 között az Alessandria csapatában szerepelt.

### A válogatottban
1958 és 1964 között nyolc alkalommal szerepelt az olasz válogatottban és két gólt szerzett.

## Sikerei, díjai
Juventus
- Olasz bajnokság (Serie A)
  - bajnok (3): 1957–58, 1959–60, 1960–61
- Olasz kupa (Coppa Italia)
  - győztes (2): 1959, 1960